# Joseph Schmidt (tenor)
Joseph Schmidt (Dawideny (Terra de la Corona austríaca de Bucovina), 4 de març, 1904 - camp d'internament de Girenbad sobre Hinwil, cantó de Zuric, Suïssa, 16 de novembre, 1942), va ser un cantant d'òpera austríac (tenor líric). Cap al 1930 va ser un dels cantants de parla alemanya més coneguts i populars. Després d'haver hagut de fugir del Reich alemany com a jueu el 1933, es va dirigir a Suïssa per un desviament, on aviat va emmalaltir en un camp d'internament. Poc després d'un tractament inadequat en un hospital de Zuric, Schmidt va morir d'insuficiència cardíaca.

## Biografia
Joseph Schmidt, fill de jueus ortodoxos de parla alemanya, va créixer a Dawideny (situat al riu Sereth al sud-oest de Chernivtsi) i a Chernivtsi. La seva terra natal, la Bucovina, pertanyia a la monarquia austro-hongaresa i va caure a Romania després de la Primera Guerra Mundial; L'any 1940, una part va passar a formar part de la Unió Soviètica: els llocs esmentats ara es troben a Ucraïna; El poble de Dawideny es diu Davideni en romanès. Ja de petit, Schmidt va cantar com a "chazan" al temple israelita de Czernowitz.
Des de 1925 va estudiar cant amb Hermann Weißenborn a la Universitat de Música de Berlín. L'èxit internacional Schmidt va gravar nombrosos discos i, descobert per Cornelis Bronsgeest, va cantar en 38 òperes de ràdio a la Ràdio de Berlín entre 1929 i 1933. Amb les seves emissions de ràdio no només va contribuir a la popularitat de la ràdio, sinó que també es va convertir en un tenor famós. A causa de la seva petita estatura de només 1,54 m, se li va negar una carrera a l'escenari d'òpera. No obstant això, a partir de gener de 1939 va poder interpretar el paper de Rudolf a La Bohème de Brussel·les, seguida d'una gira per Lieja, Gant, Anvers, Bruges, Courtrai, Ostende i Verviers. Schmidt també va fer una aparició com a convidat com a Rudolf a Hèlsinki el 1940. En un any va interpretar aquest paper 24 vegades. El seu següent paper escènic seria Canio a Pagliacci, però l'escalada política va impedir aquest projecte. L'última aparició documentada de Schmidt va tenir lloc a l'Òpera d'Avinyó el 14 de maig de 1942.
Després de l'arribada al poder dels nacionalsocialistes, Schmidt va cantar per última vegada a la ràdio alemanya el 20 de febrer de 1933 (El barber de Bagdad). Una setmana després, se li va denegar l'accés a l'emissora. Després de l'estrena de la seva pel·lícula Ein Lied geht um die Welt el 9 de maig de 1933, el desembre va emigrar a Viena per fugir dels nacionalsocialistes. Va actuar a Palestina el 1934, va debutar com a tenor al Carnegie Hall de Nova York el 7 de març de 1937 i va donar concerts individuals a Alemanya amb l'Associació Cultural Jueva fins al 1937. El 1938, la seva fugida de l'ara annexada Àustria el va portar a Bèlgica, i el novembre de 1940 a França. Aquí, com a alemany, va ser internat per la força pel govern de Vichy a La Bourboule, a la zona de França que en aquell moment encara no estava ocupada.
Després de diversos intents fallits, Schmidt va aconseguir escapar a Suïssa l'octubre de 1942. Va travessar la frontera sol i a peu. Debilitat pels esforços, Schmidt es va ensorrar al carrer de Zuric, va ser reconegut i portat al camp d'internament de Girenbad "per aclarir el cas" com a refugiat il·legal -segons una llei de 1942, els refugiats jueus a Suïssa no eren considerats refugiats polítics. Va sol·licitar un permís de treball, que inicialment va ser denegat. Al cap de poc temps va caure malalt amb mal de coll i va ser ingressat a l'Hospital Cantonal de Zuric. Tot i que el metge li va tractar els problemes de gola, no estava interessat a fer un seguiment de la seva queixa de dolor intens a la regió del cor i se li va negar un examen addicional. Schmidt va ser guarit oficialment i va ser donat d'alta de l'hospital cantonal el 14 de novembre de 1942 i va haver de tornar al camp d'acollida de Girenbad.

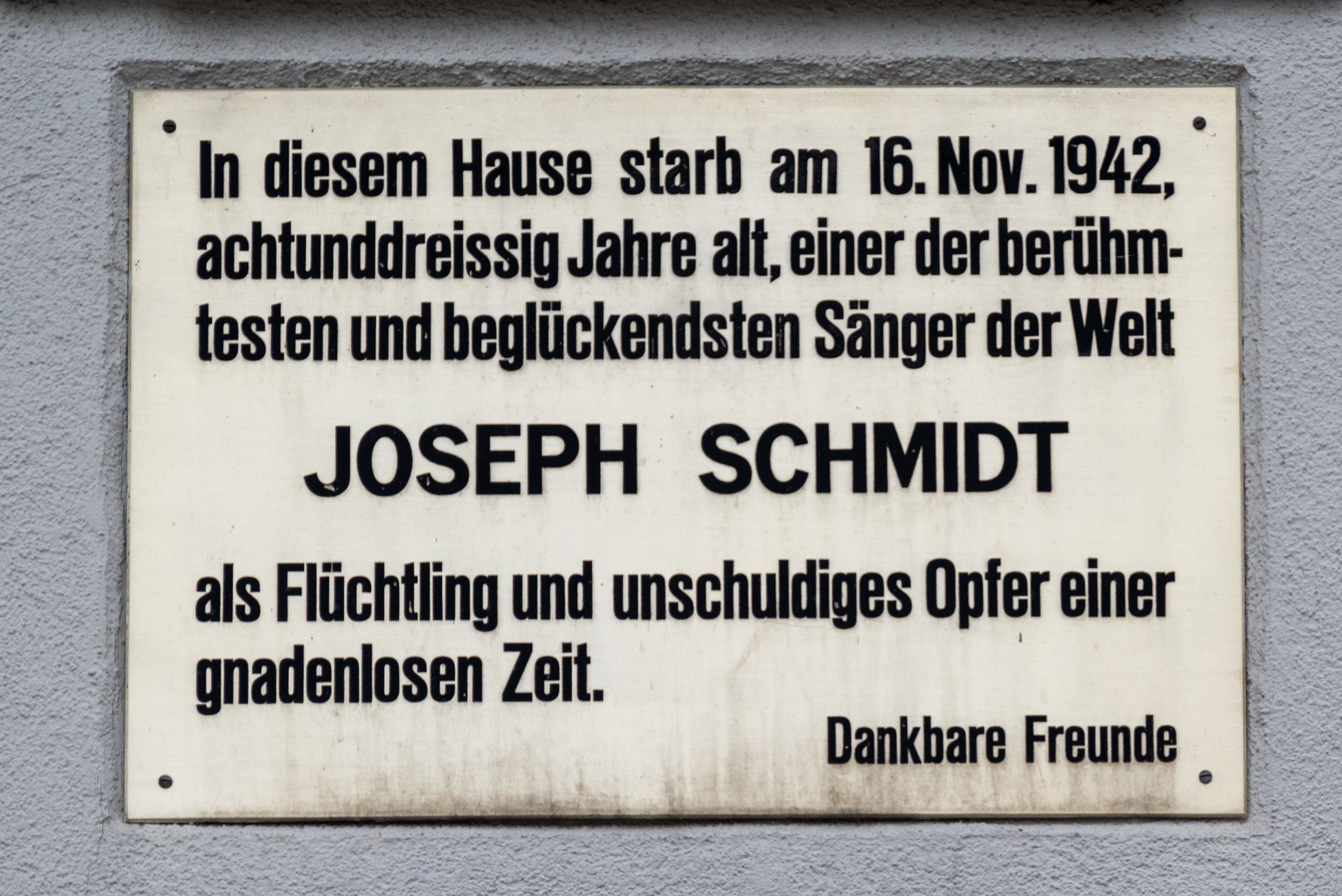
Placa commemorativa a l'antic Restaurant Waldegg a Girenbad Gd Hinwil

Dos dies després, Schmidt va morir d'una insuficiència cardíaca al restaurant Waldegg proper. La tragèdia particular: només un dia després de la seva mort, el seu permís de treball estava disponible i hauria estat lliure.
Joseph Schmidt està enterrat al cementiri israelita Unterer Friesenberg al districte 3 de la ciutat de Zuric-Wiedikon. La seva làpida porta la inscripció Ein Stern fällt... Joseph Schmidt Kammersänger 1904–1942. I en hebreu les paraules hameshorer hamfurssam («el famós cantant»), que també inclou l'obra de Schmidt com a cantor. Una placa commemorativa al restaurant on va morir encara recorda el famós cantant amb la gran veu.
El seu administrador de finques, el tenor suís Alfred Fassbind, va escriure una biografia completa sobre el cantant. Va ser publicat l'any 1992 per l'editorial suïssa amb el títol Traces of a Legend – A Song Goes Around the World. En el 70è aniversari de la seva mort, el 2012 es va publicar una nova edició molt revisada per Römerhof Verlag a Zuric.

## Pel·lícula
El 1958, la vida de Schmidt es va convertir en una pel·lícula anomenada Ein Lied geht um die Welt. El paper principal va ser interpretat per Hans Reiser.

## Honors
L'escola de música del districte berlinès de Treptow-Köpenick va rebre el nom de Joseph Schmidt l'any 2004. A la ubicació del museu al barri d'Adlershof es pot veure una exposició sobre la vida i l'obra de Schmidt. L'11 de març de 2004, el Ministeri Federal de Finances (Deutsche Post) va emetre un segell per valor de 55 cèntims per commemorar el 100è aniversari del cantant. El 4 de juliol de 2007, una placa commemorativa de Joseph Schmidt va ser descoberta a Berlín a Nürnberger Straße 68, on va viure fins al 1933. No obstant això, aquest edifici de postguerra ha estat enderrocat des d'aleshores i des de llavors s'ha presentat la placa a la zona d'entrada de l'escola de música.
El 1977, Joseph-Schmidt-Straße a l'assentament Berlin-Neukölln High-Deck va rebre el seu nom, i el 1995, Joseph-Schmidt-Platz a Vienna-Landstraße (3r districte) va rebre el seu nom.
Des del 22 de gener de 2008, l'asteroide (168321) Josephschmidt commemora el cantant. El nom es va donar a proposta de Markus Griesser, el director de l'Observatori Eschenberg de Winterthur.

## Crítica
Joseph Schmidt va tenir una de les veus de tenor líric més boniques de la seva època. En si mateixa, aquesta veu només era petita, però el seu to enorme i el seu lliurament matisat i expressiu encara mereixen la màxima admiració en els seus nombrosos discos.

## Discografia
Austroton

- O sole mio / La paloma. Joseph Schmidt i l'Orquestra de la Städtische Oper Berlin. Núm. d'ordre 1637 (números de matriu 15164 / 15165; cf. Telefunken A 614 i Ultraphon A 614)
- Das alte Wort: Ich liebe Dich! / Du sollst der Kaiser meiner Seele sein! Joseph Schmidt amb acompanyament orquestral. Núm. d'ordre 1638 (números de matriu W 15901 / W 16857)

Electrola

- Wenn du treulos bist / Española. Joseph Schmidt amb acompanyament orquestral, gravat a la Sala Beethoven de Berlín. Núm. d'ordre E.G. 1721 (números de matriu 60-732 / 60-733)

La seva veu de mestre

- Friedrich von Flotow, Martha: Oh, tan piadosa, tan confiada' / Giuseppe Verdi, Il Trovatore: Blazing to heaven (Di quella pira). Joseph Schmidt i l'orquestra de l'Òpera Estatal de Berlín sota la direcció de Clemens Schmalstich. Núm. d'ordre B 8036 (números de matriu 60-722 / 60-919)

Odeon

- Tiritomba / Funiculi, Funicula. Joseph Schmidt amb acompanyament orquestral i cor. Núm. d'ordre O-4665 a/b (números de matriu W 85243 / 85276; cf. Parlophon R 102)
- O sole mio / La paloma. Joseph Schmidt amb la Fritz Brunner Salon Orchestra sota la direcció de Felix Günther. Núm. d'ordre O-4717 a/b (números de matriu 85234 / 85235)
- Mattinata / Santa Lucia. Joseph Schmidt amb l'orquestra dirigida per Otto Dobrindt. Núm. d'ordre O-25981 a/b (números de matriu 133715/133716)
- Giacomo Puccini, Tosca: Acte 1, ària Recondita armonia de Cavaradossi (“Que semblants són les imatges”) / Acte 3, ària de Cavaradossi E lucevan le stelle (“I les estrelles brillaven”). Joseph Schmidt amb l'acompanyament orquestral de membres de la Städtische Oper Berlin. O-25986 a/b (números de matriu 133717 / 133718; cf. Parlophon D.P. 25)
- No preguntes / Una cançó fa la volta al món. Cançons de la pel·lícula sonora de Richard Oswald "A Song Goes Around the World", música: Hans May, lletra: Ernst Neubach, Joseph Schmidt amb orquestra dirigida per Otto Dobrindt. Núm. d'ordre O-25990 a/b (números de matriu 133776 / 133777; cf. Parlophon B 48812-I/II), 1933
- El postiló de Lonjumeau / Baixa, Madonna Teresa. Joseph Schmidt amb acompanyament de cor i orquestra. Núm. d'ordre O-28015 a/b (números de matriu 852723 / 852743)
- Sóc un nen gitano / llaminadures vieneses. Joseph Schmidt amb acompanyament orquestral. Núm. d'ordre O-28087 a/b (números de matriu 852732 / 852771)
- Voga, Voga / L'Ariatella. Joseph Schmidt amb l'orquestra dirigida per Otto Dobrindt. Núm. d'ordre O-28624 a/b (números de matriu 1336482-0 / 1336491-0)

Parlofon

- Giacomo Puccini, Tosca: Recondita armonia / E lucevan le stelle. Joseph Schmidt amb acompanyament orquestral. Núm. d'ordre D.P. 25 (números de matriu 133717 / 133718; cf. Odeon O-25986 a/b)
- Johann Strauss, 1001 nits: Sort capriciosa / Johann Strauss: Baró gitano: Sí, tot això per honor. Joseph Schmidt i membres de la Staatskapelle de Berlín sota la direcció de Frieder Weissmann. Núm. d'ordre B. 48154-I/II (números de matriu 133438 / 133439)
- L'Evangelista / Pagliacci. Joseph Schmidt amb l'orquestra dirigida per Otto Dobrindt. Núm. d'ordre B. 48811-I/II (números de matriu 133755 / 133767)
- No preguntis / Una cançó fa la volta al món. Cançons de la pel·lícula sonora de Richard Oswald "A Song Goes Around the World", música: Hans May, lletra: Ernst Neubach. Joseph Schmidt amb l'orquestra dirigida per Otto Dobrindt. Núm. d'ordre B 48812-I/II (números de matriu 133776 / 133777; cf. Odeon O-25990 a/b), 1933
- Maria, Mari / Funiculi, Funicula. Joseph Schmidt amb acompanyament orquestral. Núm. d'ordre R 102 (números de matriu 85275 / 85276; cf. Odeon O-4665 a/b)

Telefunken

- Vorrei morire! / Mattinata. Joseph Schmidt amb acompanyament orquestral. Núm. d'ordre A 314 (números de matriu 10558 / 10559; cf. Ultraphon A 314)
- El meu sol! (O sole mio) / La Paloma (La coloma). Joseph Schmidt amb orquestra. Núm. d'ordre A 614 (números de matriu 15164 / 15165; cf. Ultraphon A 614 i Austroton 1637)
- Giuseppe Verdi, Rigoletto: Ah, amb quina enganya/amabilitat miro aquest i aquell. Joseph Schmidt i membres de l'Orquestra Filharmònica de Berlín. Núm. d'ordre A 779 (números de matriu 15913-1 / 16223)
- Oh Lola, les teves galtes floreixen com roses / Adéu a la teva mare. Joseph Schmidt i membres de l'orquestra de l'Òpera Estatal de Berlín sota la direcció de Selmar Meyrowitz. Núm. d'ordre E 372 (números de matriu 30293 / 30407; cf. Ultraphon E 372)
- Inoblidable JOSEPH SCHMIDT. Orquestra de la Städtische Oper Berlin: Directors: Selmar Mayrowitz, Hans Schleger i Max Niederberger. NT 168 6.21209 AF Publicat el 1968

Ultraphon

- Vorrei morire! / Mattinata. Joseph Schmidt amb acompanyament orquestral. Núm. d'ordre A 314 (números de matriu 10558 / 10559; cf. Telefunken A 314)
- El meu sol! (O sole mio) / La Paloma (La coloma). Joseph Schmidt amb l'orquestra dirigida per Selmar Meyrowitz. Núm. d'ordre A 614 (números de matriu 15164 / 15165; cf. Telefunken A 614 i Austroton 1637)
- Giacomo Puccini, Tosca: Que semblants són les imatges / I les estrelles brillaven. Joseph Schmidt i membres de l'orquestra de la Städtische Oper Berlin sota la direcció de Selmar Meyrowitz. Núm. d'ordre B 119 (números de matriu 10069 / 10070I)
- Oh Lola, les teves galtes floreixen com roses / Adéu a la teva mare. Joseph Schmidt i membres de l'orquestra de l'Òpera Estatal de Berlín sota la direcció de Selmar Meyrowitz. Núm. d'ordre E 372 (números de matriu 30293 / 30407; cf. Telefunken E 372)
- Bedřich Smetana: La núvia baratada: conec un que té ducats (parts 1 i 2). Joseph Schmidt, Michael Bohnen i membres de l'orquestra de la Städtische Oper Berlin sota la direcció de Selmar Meyrowitz. Núm. d'ordre F 626 (números de matriu 15300/15301)

Enregistraments publicats pòstumament

Fins i tot abans de la Segona Guerra Mundial, els seus enregistraments es van vendre internacionalment, i després de 1945 es van publicar un gran nombre de discos i posteriors CD de la seva música a molts països europeus i a tot el món de parla anglesa. El portal de col·leccionistes www.discogs.com enumera 175 llançaments de discos i CD diferents. La publicació més completa de les seves obres completes és actualment una caixa de CD editada l'any 2009 amb el títol Joseph Schmidt: Ein Stern fällt vom Himmel – A Star Falls From Heaven from the Documents series de Membran Music (núm. EAN 4011222327826, número d'ordre 232782). Consta de 138 peces en 10 CD amb una durada total de 443 minuts.

## Filmografia
- 1931: Der Liebesexpreß
- 1932: Goethe lebt…!
- 1932: Gehetzte Menschen (1932)
- 1933: Ein Lied geht um die Welt (1933)
- 1933: Wenn du jung bist, gehört dir die Welt
- 1934: My Song Goes Round the World
- 1934: Ein Stern fällt vom Himmel (1934)
- 1936: Heut’ ist der schönste Tag in meinem Leben
- 1936: A Star fell from Heaven, englische Version[10]